# تخطيط الطاقة
يتضمن مفهوم تخطيط الطاقة (بالإنجليزية: Energy planning)‏ العديد من المعاني المختلفة، ولكن المعنى الأكثر شيوعًا للمصطلح هو عملية وضع السياسات ذات المدى الطويل للمساعدة في توجيه مستقبل نظام الطاقة المحلي أو الوطني أو الإقليمي أو حتى العالمي. وعادة يخطط للطاقة المؤسسات الحكومية، وقد يطلّع بهذا الدور أيضاً شركات الطاقة الكبرى مثل شركات الكهرباء أو منتجي النفط والغاز. ويمكن إجراء تخطيط الطاقة بمشاركة أصحاب المصلحة المختلفين، من وكالات الحكومة والمرافق المحلية والأوساط الأكاديمية، والمجموعات ذات المصلحة الأخرى.
منذ عام 1973، تطور فن وعلم نمذجة الطاقة، الذي تعتمد عليه عملية تخطيط الطاقة بشكل كبير. يمكن تصنيف نماذج الطاقة إلى ثلاث مجموعات: الوصفية، والتحكيمية، وتوقعات المستقبل.
غالبًا تخطط الطاقة باستخدام نهج متكامل يأخذ في الاعتبار كل من توفير مصادر الطاقة ودور كفاءة الطاقة في تقليل الاستهلاك (التخطيط المتكامل للموارد). وينبغي على تخطيط الطاقة أن يعكس دائمًا نتائج النمو السكاني والتنمية الاقتصادية لضمان نظام طاقة مستدام للمستقبل. كما أن هناك العديد من الحلول الطاقة البديلة التي تتجنب إطلاق غازات الاحتباس الحراري، مثل تحويل الماكينات الحالية إلى كهربائية واستخدام الطاقة النووية. وتعد خطة الطاقة للمدن كنتيجة لتحقيق دقيق لعملية التخطيط التي تنسق بين تخطيط المدن وتخطيط الطاقة معًا وتوفر خطط طاقة للمدن الكبرى والمناطق الصناعية. وعند القيام بذلك، يمكن للمدن تحسين استخدام الطاقة وتقليل استهلاك الطاقة وتشجيع استخدام مصادر الطاقة المتجددة وذلك لخلق نظام طاقة أكثر استدامة ومرونة ويمكنه تلبية احتياجات الأجيال الحالية والمستقبلية.

## مفاهيم التخطيط والسوق
أدى تخطيط الطاقة تقليديًا دورًا قويًا في وضع الإطار التنظيمي لقطاع الطاقة (على سبيل المثال، التأثير على نوع محطات الطاقة التي يمكن بناؤها أو أسعار الوقود التي تؤخذ). لكن في العقدين الماضيين[متى؟] كثير من الدول قللت تنظيماتها لنظم الطاقة بحيث خفض دور تخطيط الطاقة، وتركت قرارات الطاقة للسوق. وربما أدى ذلك إلى زيادة المنافسة في قطاع الطاقة، ولكن لا يوجد الكثير من الأدلة على أن هذا قد ترجم إلى انخفاض أسعار الطاقة للمستهلكين. في الواقع، وفي بعض الحالات، قد أدت التخفيضات إلى تركيزات كبيرة من "سلطة السوق" مع وجود شركات كبيرة ومربحة تملك نفوذاً كبيراً كمحددات للأسعار.

## التخطيط المتكامل للموارد
تختلف الأساليب المتبعة في تخطيط الطاقة وفقًا للجهة المسؤولة عن التخطيط ونطاق الممارسة. وترتبط عدة عبارات بتخطيط الطاقة، والأساس لجميعها هو التخطيط للموارد، أي رؤية للمصادر المحتملة للطاقة في المستقبل. ويمكن تقسيم الأساليب إلى نوعين حسب مدى اهتمام المخطط بإمكانية التأثير على استهلاك الطاقة (الطلب). وأنهت أزمة الطاقة في السبعينيات فترة استقرار نسبي في أسعار الطاقة واستقرار علاقة العرض والطلب. وظهرت مفاهيم ترشد الطاقة والتخطيط الأقل تكلفة والتخطيط المتكامل للموارد مع التركيز الجديد على الحاجة إلى تقليل الطلب على الطاقة عن طريق التقنيات الجديدة أو توفير الطاقة البسيط.

## تخطيط الطاقة المستدامة
يؤدي المزيد من التكامل العالمي لأنظمة إمدادات الطاقة والحدود البيئية المحلية والعالمية إلى توسيع نطاق التخطيط من حيث الموضوع والمدة الزمنية. يجب أن يأخذ تخطيط الطاقة المستدامة في الاعتبار الآثار البيئية لاستهلاك الطاقة وإنتاجها، لا سيما في ضوء تهديد تغير المناخ العالمي، والذي ينتج إلى حد كبير عن انبعاثات غازات الاحتباس الحراري من أنظمة الطاقة في العالم، وهي عملية طويلة الأجل.
تُظهر توقعات صناعة الطاقة المتجددة لعام 2022 سياسات داعمة من إدارة تركز على مكافحة تغير المناخ في المشهد السياسي لعام 2022 تساعد على النمو المتوقع لصناعة الطاقة المتجددة وقد جادل بايدن لصالح تطوير صناعة الطاقة النظيفة في الولايات المتحدة وعلى العالم أن يتصدى بقوة لتغير المناخ. أعرب الرئيس بايدن عن نيته الابتعاد عن صناعة النفط. وتدعو الإدارة في عام 2022 إلى "خطة للتعامل مع التغير المناخي والعدالة البيئية"، تهدف إلى الوصول إلى توليد الطاقة الخالية من الكربون بنسبة 100% بحلول عام 2035، وتحقيق الانبعاثات الصفرية بحلول عام 2050 في الولايات المتحدة الأمريكية.
يتحرك العديد من دول منظمة التعاون الاقتصادي والتنمية وبعض الولايات الأمريكية الآن لتنظيم أنظمة الطاقة الخاصة بهم. على سبيل المثال، اعتمدت العديد من الدول والدول أهدافًا لانبعاثات ثاني أكسيد الكربون وغازات الاحتباس الحراري الأخرى. وفي ضوء هذه التطورات، يمكن أن يصبح التخطيط المتكامل للطاقة واسع النطاق ذا أهمية متزايدة.
يتبنى تخطيط الطاقة المستدام نهجًا شاملاً أكثر لمشكلة التخطيط لاحتياجات الطاقة المستقبلية، ويستند على عملية صنع قرار منظمة تعتمد على ست خطوات رئيسية، وهي:
1. استكشاف سياق الوضع الحالي والمستقبلي.
2. صياغة المشكلات والفرص الخاصة التي يجب معالجتها كجزء من عملية تخطيط الطاقة المستدام. ويمكن أن تشمل هذه القضايا مثل "ذروة النفط" أو "الركود الاقتصادي / الكساد"، بالإضافة إلى تطوير تقنيات الطلب على الطاقة.
3. إنشاء مجموعة من النماذج للتنبؤ بالتأثير المحتمل لسيناريوهات مختلفة. وعادة ما تتكون هذه النماذج من نمذجة رياضية، ولكنها تتطور لتشمل "منهجيات الأنظمة الناعمة" مثل مجموعات التركيز والبحوث الإثنوغرافية النظيرة، وسيناريوهات "ماذا لو" المنطقية، وما إلى ذلك.
4. استنادًا إلى مخرجات مجموعة واسعة من تمارين النمذجة ومراجعات الأدبيات ومناقشة المنتدى المفتوح وما إلى ذلك، تحلل النتائج وتنظيمها بتنسيق يسهل تفسيره.
5. ثم تفسر النتائج لتحديد النطاق والحجم ومنهجيات التنفيذ المحتملة التي ستكون مطلوبة لضمان التنفيذ الناجح. هذه المرحلة هي عملية ضمان الجودة التي تستجوب بنشاط كل مرحلة من مراحل عملية تخطيط الطاقة المستدامة وتتحقق مما إذا كان قد نفذت بصرامة دون أي تحيز وأنها تعزز أهداف التنمية المستدامة ولا تعمل ضدها.
6. المرحلة الأخيرة من العملية هي اتخاذ الإجراءات اللازمة. قد يتكون هذا من تطوير ونشر وتنفيذ مجموعة من السياسات أو اللوائح أو الإجراءات أو المهام التي ستساعد معًا في تحقيق أهداف خطة الطاقة المستدامة.

يجري التنفيذ عادة باستخدام "تحليل الإطار المنطقي" الذي يستجوب المشروع المقترح ويتحقق من أنه منطقي بالكامل، وأنه لا يحتوي على أخطاء فادحة، وأن وضعت الترتيبات الاحتياطية المناسبة لضمان عدم فشل المشروع بأكمله إذا فشل جزء معين من المشروع. ويعد تخطيط الطاقة المستدام مناسبًا بشكل خاص للمجتمعات التي ترغب في تطوير أمنها في الطاقة الخاص، مع توظيف أفضل الممارسات المتاحة في عمليات التخطيط الخاصة بها.

## أدوات تخطيط الطاقة (برمجيات)
يمكن إجراء تخطيط الطاقة باستخدام منصات برمجية مختلفة ومدة زمنية مختلفة ودقة مختلفة (مثل التقسيمات الزمنية / المكانية القصيرة جدًا أو التقسيمات الكبيرة جدًا). هناك العديد من المنصات المتاحة لتحليل جميع أنواع تخطيط الطاقة، مع التركيز على مجالات مختلفة، وحدث نمو كبير في السنوات الأخيرة فيما يتعلق بالبرمجيات النمذجة المتاحة أو المنصات. يمكن تحديد أدوات تخطيط الطاقة على أنها تجارية أو مفتوحة المصدر أو تعليمية أو مجانية، وتستخدم من قبل الحكومات (غالبًا ما تكون أدوات مخصصة).

## حلول الطاقة المحتملة
تحويل الطاقة إلى الكهرباء

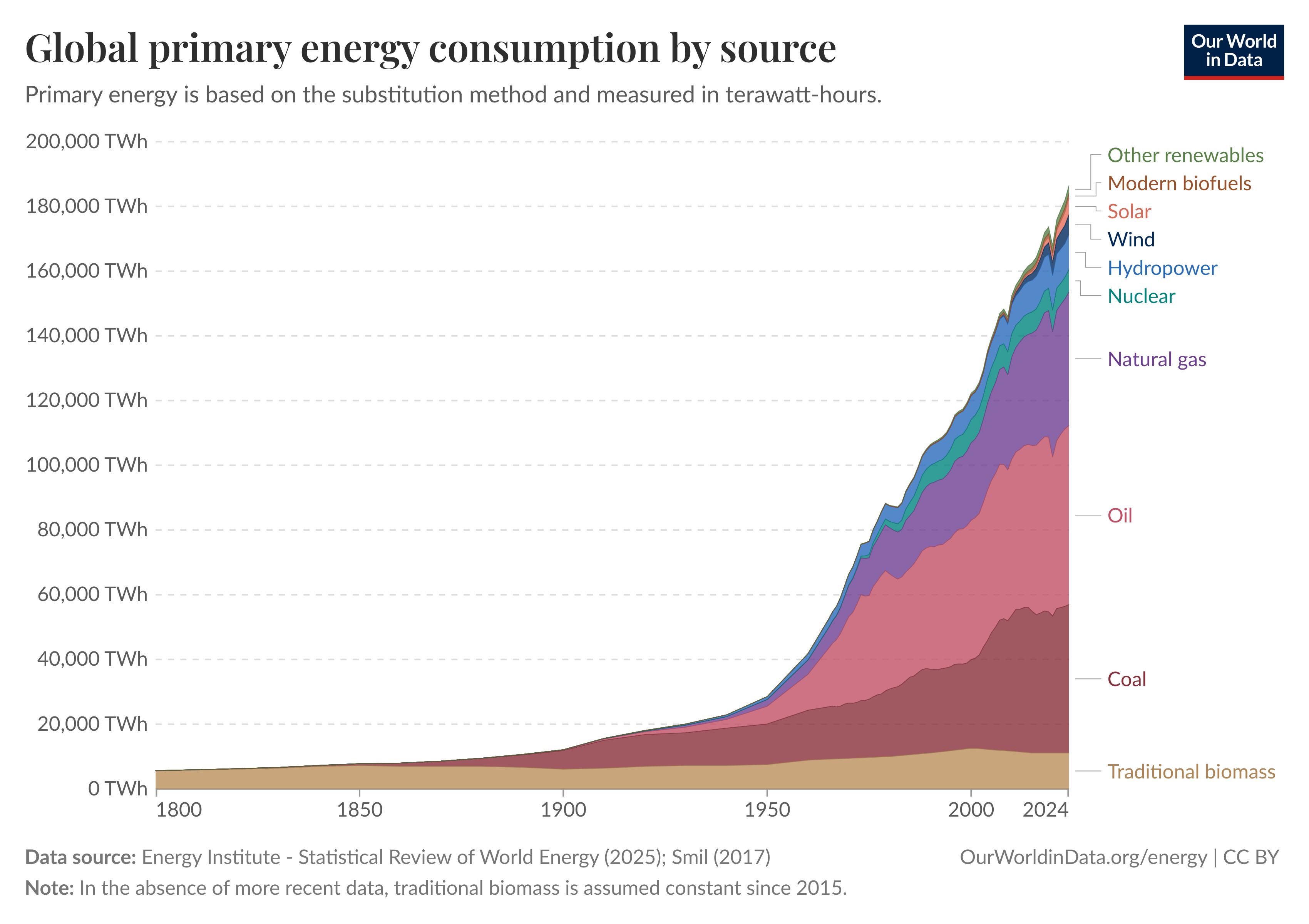
يمثل الرسم البياني استهلاك الطاقة العالمي ويظهر الانهيار من كل مصدر للطاقة.

إحدى خيارات الطاقة المحتملة هي الانتقال إلى تحويل الطاقة إلى الكهرباء جميع الآلات التي تستخدم حاليًا الوقود الأحفوري أو الغاز الطبيعي كمصدر للطاقة. هناك بالفعل بدائل كهربائية متاحة مثل السيارات الكهربائية، والمواقد الكهربائية، ومضخات الحرارة الكهربائية، والآن يجب تنفيذ هذه المنتجات على نطاق واسع لكهربة استخدامنا للطاقة وتخفيض الانبعاثات الكربونية. للحد من اعتمادنا على الوقود الأحفوري والانتقال إلى الآلات الكهربائية، يتطلب ذلك أن توّلد كل الكهرباء من مصادر متجددة. وفي عام 2020، جاء 60.3٪ من إجمالي الطاقة المولدة في الولايات المتحدة من الوقود الأحفوري، و19.7٪ من الطاقة النووية، و19.8٪ من الطاقة المتجددة. لا تزال الولايات المتحدة تعتمد بشدة على الوقود الأحفوري كمصدر للطاقة. ولكي يساعد تحول الآلات إلى الكهرباء على جهود خفض الانبعاثات الكربونية، يجب بناء المزيد من مصادر الطاقة المتجددة مثل الرياح والطاقة الشمسية.
مشكلة أخرى محتملة تأتي مع استخدام الطاقة المتجددة هي نقل تلك الطاقة. وجدت دراسة أجرتها جامعة برينستون أن المواقع ذات الإمكانات المتجددة الأعلى تقع في الغرب الأوسط، ومع ذلك، فإن الأماكن ذات الطلب الأعلى على الطاقة هي المدن الساحلية. للاستفادة بشكل فعال من الكهرباء الناتجة من هذه المصادر المتجددة، يجب أن تأمن شبكة الكهرباء الوطنية وبناء المزيد من خطوط النقل عالية الجهد. يجب زيادة الحد الأقصى لكمية الكهرباء التي يجب أن تتسع الشبكة الكهربائية لاستيعابها. إذا كان هناك المزيد من السيارات الكهربائية التي تعمل، فسيحدث تراجع في الطلب على البنزين وزيادة الطلب على الكهرباء، وهذا الطلب المتزايد على الكهرباء سيتطلب من شبكات الكهرباء لدينا أن تكون قادرة على نقل المزيد من الطاقة في أي لحظة من الوقت بما هو أكثر مما هو ممكن حاليًا.
الطاقة النووية
تعتبر الطاقة النووية مصدر طاقة نظيف. يحدث انبعاث الكربون الوحيد المرتبط بالطاقة النووية أثناء عملية تعدين اليورانيوم، لكن عملية الحصول على الطاقة من اليورانيوم لا تنبعث منها أي كربون. يعود القلق الرئيسي في استخدام الطاقة النووية إلى مسألة ما يجب فعله بالنفايات الإشعاعية. ويأتي أعلى مصدر للنفايات الإشعاعية من وقود المفاعل المستنفد، حيث يقل الوقود الإشعاعي مع مرور الوقت من خلال عملية تسمى التحلل الإشعاعي. يعتمد الوقت الذي يستغرقه تحلل النفايات المشعة على طول عمر النصف للمادة. في الوقت الحالي، لا يوجد لدى الولايات المتحدة مرفق دائم للتخلص من النفايات النووية عالية المستوى.
يعتبر الدعم العام وراء زيادة إنتاج الطاقة النووية أحد الاعتبارات الهامة عند التخطيط للطاقة المستدامة. إنتاج الطاقة النووية له ماض معقد، فالعديد من محطات الطاقة النووية التي تعرضت لحوادث أو انهيارات شوهت سمعة الطاقة النووية بالنسبة للكثيرين. يشعر جزء كبير من الجمهور بالقلق إزاء التأثيرات الصحية والبيئية لانصهار محطة الطاقة النووية، معتقدين أن المخاطر لا تستحق المكافأة. ومع ذلك، يوجد جزء من السكان يعتقدون أن توسيع الطاقة النووية ضروري وأن تهديدات التغيرات المناخية تفوق بكثير احتمالية حدوث انصهار، خاصةً مع الإنجازات التكنولوجية التي أحرزت في العقود الأخيرة.

## انبعاثات غازات الاحتباس الحراري العالمية وإنتاج الطاقة
تُستمد غالبية انبعاثات غازات الاحتباس الحراري العالمية من صنع الإنسان من قطاع الطاقة، مما يسهم في 72.0٪ من الانبعاثات العالمية. تذهب غالبية هذه الطاقة نحو إنتاج الكهرباء والحرارة (31.0٪)، تليها الزراعة (11٪)، يليها النقل (15٪)، والغابات (6٪) والتصنيع (12٪). هناك العديد من المركبات الجزيئية المختلفة التي تندرج تحت تصنيف غازات الدفيئة بما في ذلك ثاني أكسيد الكربون والميثان وأكسيد النيتروز. ثاني أكسيد الكربون هو أكبر غازات الدفيئة المنبعثة، ويشكل 76٪ من الانبعاثات العالمية. الميثان هو ثاني أكبر غازات الدفيئة المنبعثة بنسبة 16٪، وينبعث الميثان بشكل أساسي من الصناعة الزراعية. أخيرًا، يشكل أكسيد النيتروز 6٪ من غازات الدفيئة المنبعثة عالميًا، وتعتبر الزراعة والصناعة أكبر بواعث لأكسيد النيتروز.
تشمل التحديات في قطاع الطاقة الاعتماد على الفحم. يظل إنتاج الفحم مفتاحًا لمزيج الطاقة وتعتمد الواردات العالمية على الفحم لتلبية الطلب المتزايد على الغاز تقوم تخطيط الطاقة بتقييم وضع الطاقة الحالي وتقدير التغييرات المستقبلية بناءً على أنماط التصنيع وتوفر الموارد. ويعتمد العديد من التغييرات والحلول المستقبلية على الجهود العالمية للابتعاد عن الفحم والبدء في استخدام تقنيات كفاءة الطاقة والاستمرار في تحويل العالم إلى الكهرباء.

## مقالات ذات صلة
- مؤشر القدره
- الطاقة المتجددة المتغيرة
- الكهرباء
- مشغل نظام النقل
- الحمل الأساسي
- طلب مميز
- عامل الحمولة (كهربائي)
- حاجه قصوى